# 聖安德魯教堂 (拉格比)

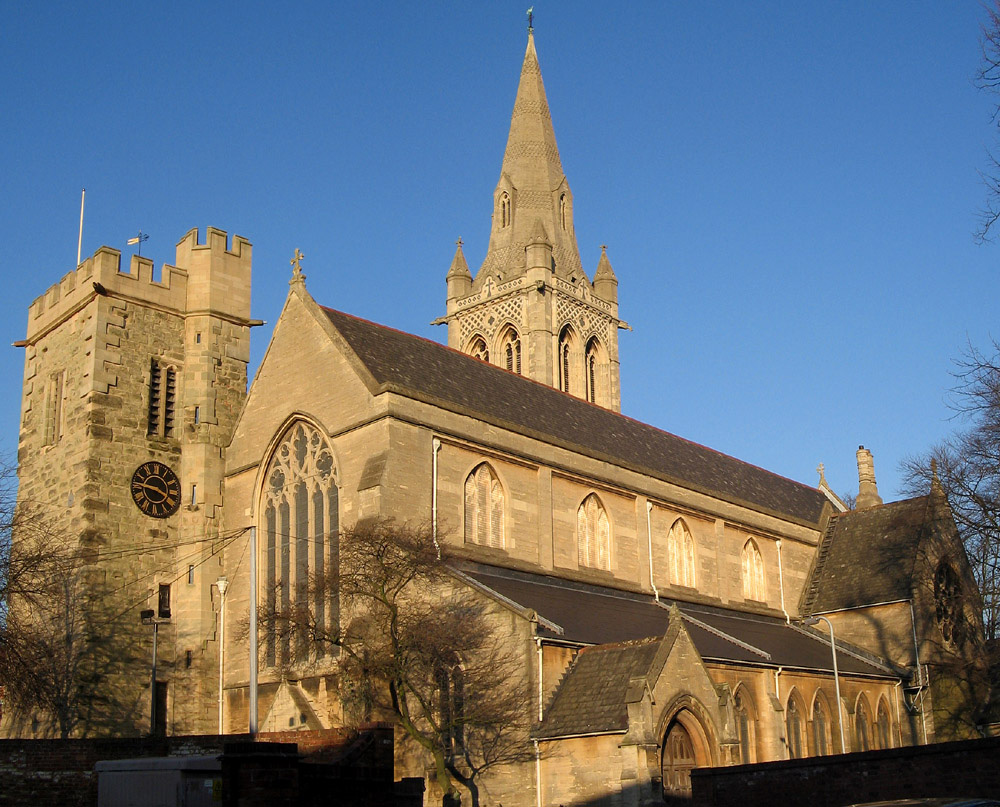
聖安德魯教堂

聖安德魯教堂（Church of St Andrew）是英國華威郡拉格比的一座英國國教會的教區教堂，也是II*級登錄建築。這座教堂雖然並非座堂，但規模宏大，是大教堂網的成員之一。

## 外部連結
- Church website （页面存档备份，存于）
- A Church Near You entry （页面存档备份，存于）

52°22′21″N 1°15′41″W / 52.3726°N 1.2614°W